# 満洲飛行機製造

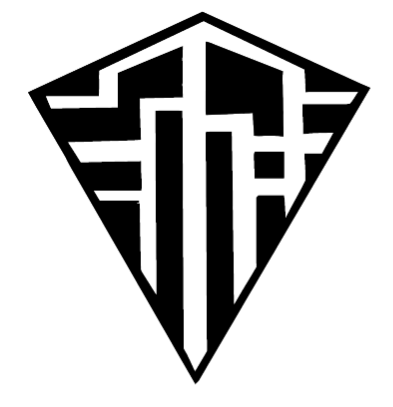
満洲飛行機製造の徽章

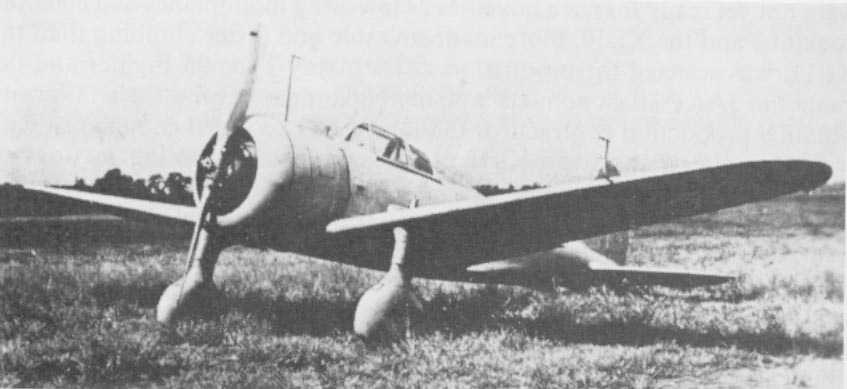
九七式戦闘機は満洲飛行機製造で最も多く生産された航空機のひとつ。

満洲飛行機製造株式会社（まんしゅうひこうきせいぞう）は、1938年から1945年にかけて存在し、ポツダム宣言の受諾に伴い閉鎖された満洲国の航空機メーカー。軍用機や航空機部材を生産していた。

## 歴史
満洲飛行機製造は、1931年に「関東軍軍用定期航空事務所」を起源として満洲国建国後の1932年9月に社名変更した「満洲航空株式会社」の製造修理部門を起源とする。
1938年6月20日に日本政府の監督、満洲重工業開発の命令の下、満洲航空の製造部門（航空工廠）の移譲を受けて設立された。主力工場はハルビンに所在した。
1941年から1945年にかけては、日本の航空機会社で第8位となる合計2,196機の機体を生産し、うち798機は戦闘機であった。また、日本の航空機会社で第6位となる2,168基の航空機用エンジンも生産している。加えて、満洲に駐留していた満洲国軍飛行隊や帝国陸軍飛行戦隊の部隊のさまざまな航空機の修理事業も行っている。
第二次世界大戦末期のソ連軍の満洲侵攻ののち、ソ連軍は満洲飛行機製造の工場と生産機械を接収し、戦後賠償の一環と称してこれらの機器の多くを本国に持ち帰った。中華人民共和国の主要航空機メーカーの一社である哈爾浜飛機製造公司はハルビン工場に、瀋陽飛機工業集団は瀋陽（満洲国時代までの奉天）工場に再建されたものである。

## ライセンス生産
満洲飛行機製造は日本の航空機産業とのライセンス生産合意の下、以下の航空機を製造している。
川崎
- 九五式戦闘機 - 戦闘機。連合国のコードネームは "Perry"
- 九八式軽爆撃機 - 軽爆撃機。連合国のコードネームは"Mary"
- 二式複座戦闘機 「屠龍」 - 双発の戦闘機。連合国のコードネームは"Nick"
- 三式戦闘機 「飛燕」 - 連合国のコードネームは"Tony"
- 八八式偵察機 - 軽爆撃機、偵察機。(KDA-2)

三菱
- 九七式司令部偵察機 - 偵察機。連合国のコードネームは"Babs"
- 九七式軽爆撃機 - 軽戦闘機。連合国のコードネームは"Ann"
- 一〇〇式司令部偵察機 - 偵察機。連合国のコードネームは"Dinah"

中島
- 九七式戦闘機 - 軽戦闘機。連合国のコードネームは"Nate"
- 九七式輸送機 - 輸送機。連合国のコードネームは"Thora"
- 一式戦闘機 「隼」 - 戦闘機。連合国のコードネームは"Oscar"
- 二式単座戦闘機 「鍾馗」 - 戦闘機。連合国のコードネームは"Tojo"
- 四式戦闘機 「疾風」 - 戦闘機。連合国のコードネームは"Frank"
- キ116 - 四式戦闘機の満洲での転換生産型。
- 九一式戦闘機 - 戦闘機(NC)

立川
- 九五式一型練習機 - 中間練習機。連合国のコードネームは"Spruce"
- 一式双発高等練習機 - 高等練習機。連合国のコードネームは"Hickory"
- 九九式高等練習機 - 高等練習機。連合国のコードネームは"Ida"

## 独自設計
満洲飛行機（前身の満洲航空航空工廠を含む）は以下の航空機を独自に設計している。
- MT-1 - 輸送機、旅客機。
- MT-2 - 軽旅客機。開発中止。
- キ65 - 防空戦闘機の計画、開発中止。
- キ71 - 九九式襲撃機の改良型計画、開発中止。連合国のコードネームは"Edna"。
- キ79 - 九七式戦闘機の高等練習機化。
- キ98 - 双胴型の高高度邀撃機の計画、開発中止。

これら独自設計の航空機のうち、大量生産に至ったのはキ79 二式高等練習機のみである。

## ミネベアミツミ
ミネベア株式会社（現 ミネベアミツミ株式会社)は終戦後、満州から帰国した旧・満洲飛行機製造の技術者らが立ち上げた。
2011年7月ミネベア創立60周年に当時の代表取締役社長執行役員 貝沼由久は会社沿革に以下のように綴っている。
「終戦後、満州から帰国した旧・満州飛行機製造の技術者が航空機産業の発展に夢と情熱を託して立ち上げた会社でした。当時はまだ戦後の混乱期であり、同時代の多くの人々と同じく大変な苦労をしながら事業の基礎を作っていきました.....」

## 註
注釈
1. 1 2  『満洲国策会社綜合要覧』満洲事情案内所、1939年、151-156頁。
2. 1 2 3  Francillon, p. 22.
3. ↑  Francillon, p. 486.

文献
- Francillon, Rene (1979). Japanese Aircraft of the Pacific War. Annapolis: Naval Institute Press. ISBN 0-87021-313-X
- Gunston, Bill (1999). Illustrated Directory of Fighting Aircraft of World War II. Zenith Press. ISBN 0-7603-0722-9